# روكبورت (كنتاكي)
روكبورت (بالإنجليزية: Rockport, Kentucky)‏ هي مدينة تقع في مقاطعة أوهايو، كنتاكي بولاية كنتاكي في وسط جنوب شرق الولايات المتحدة. تبلغ مساحة هذه المدينة 2.1 (كم²)، وترتفع عن سطح البحر 133 م، بلغ عدد سكانها 334 نسمة في عام 2000 حسب إحصاء مكتب تعداد الولايات المتحدة وتصل الكثافة السكانية فيها 169.9 نسمة/كم2.

## التركيبة السكانية
حدّد مكتب تعداد الولايات المتحدة بيانات التركيبة السكانية لروكبورت في تعداد الولايات المتحدة. في ما يلي، التركيبة السكانية حسب تعدادي 2000 و2010.

### تعداد عام 2000
بلغ عدد سكان روكبورت 334 نسمة بحسب تعداد عام 2000، وبلغ عدد الأسر 133 أسرة وعدد العائلات 105 عائلة مقيمة في المدينة. في حين سجلت الكثافة السكانية 174.9 نسمة لكل كيلومتر مربع (453.0/ميل2). وبلغ عدد الوحدات السكنية 152 وحدة بمتوسط كثافة قدره 79.6 لكل كيلومتر مربع (206.2/ميل2).
وتوزع التركيب العرقي للمدينة بنسبة 99.40% من البيض و0.60% من عرقين مختلطين أو أكثر.
بلغ عدد الأسر 133 أسرة كانت نسبة 28.6% منها لديها أطفال تحت سن الثامنة عشر تعيش معهم، وبلغت نسبة الأزواج القاطنين مع بعضهم البعض 65.4% من أصل المجموع الكلي للأسر، ونسبة 10.5% من الأسر كان لديها معيلات من الإناث دون وجود شريك، بينما كانت نسبة 3% من الأسر لديها معيلون من الذكور دون وجود شريكة وكانت نسبة 21.1% من غير العائلات. تألفت نسبة 19.5% من أصل جميع الأسر من عدة أفراد يعيشون في نفس المنزل ونسبة 10.5% كانت تتألف من شخص يعيش بمفرده يبلغ من العمر 65 عاماً أو أكثر. وبلغ متوسط حجم الأسرة المعيشية 2.51، أما متوسط حجم العائلات فبلغ 2.85.
بلغ العمر الوسطي للسكان 42.5 عاماً. وكانت نسبة 20.1% من القاطنين تحت سن الثامنة عشر، وكانت نسبة 9.3% بين الثامنة عشر والرابعة والعشرين عاماً، ونسبة 24.3% كانت واقعةً في الفئة العمرية ما بين الخامسة والعشرين والرابعة والأربعين عاماً، ونسبة 29.9% كانت ما بين الخامسة والأربعين والرابعة والستين، ونسبة 16.5% كانت ضمن فئة الخامسة والستين عاماً فما فوق. يوجد لكل 100 أنثى 98.8 ذكر، ويوجد لكل 100 أنثى في الثامنة عشر من عمرها فما فوق 97.8 ذكر.
بلغ متوسط دخل الأسرة في المدينة 28,889 دولارًا، أما متوسط دخل العائلة فبلغ 32,500 دولارًا. وكان متوسط دخل الذكور 42,188 دولارًا مقابل 16,750 دولارًا للإناث. وسجل دخل الفرد الخاص بالمدينة 13,184 دولارًا. وكانت نسبة 22.4% من العائلات ونسبة 26.1% من السكان تحت خط الفقر، وكان من هؤلاء نسبة 38.4% تحت سن الثامنة عشر ونسبة 14.6% في الخامسة والستين من العمر وما فوق.

### تعداد عام 2010
بلغ عدد سكان روكبورت 266 نسمة بحسب تعداد عام 2010، وبلغ عدد الأسر 107 أسرة وعدد العائلات 76 عائلة مقيمة في المدينة. في حين سجلت الكثافة السكانية 139.3 نسمة لكل كيلومتر مربع (360.8/ميل2). وبلغ عدد الوحدات السكنية 128 وحدة بمتوسط كثافة قدره 67 لكل كيلومتر مربع (173.5/ميل2).
وتوزع التركيب العرقي للمدينة بنسبة 99.25% من البيض و0.38% من الأمريكيين الأصليين و0.38% من الأمريكيين ذوي الأصول الآسيوية و0.38% من الهسبانيون أو اللاتينيون من أي عرق.
بلغ عدد الأسر 107 أسرة كانت نسبة 27.1% منها لديها أطفال تحت سن الثامنة عشر تعيش معهم، وبلغت نسبة الأزواج القاطنين مع بعضهم البعض 50.5% من أصل المجموع الكلي للأسر، ونسبة 13.1% من الأسر كان لديها معيلات من الإناث دون وجود شريك، بينما كانت نسبة 7.5% من الأسر لديها معيلون من الذكور دون وجود شريكة وكانت نسبة 29% من غير العائلات. تألفت نسبة 24.3% من أصل جميع الأسر من عدة أفراد يعيشون في نفس المنزل ونسبة 13.1% كانت تتألف من شخص يعيش بمفرده يبلغ من العمر 65 عاماً أو أكثر. وبلغ متوسط حجم الأسرة المعيشية 2.49، أما متوسط حجم العائلات فبلغ 2.93.
بلغ العمر الوسطي للسكان 44.5 عاماً. وكانت نسبة 24.1% من القاطنين تحت سن الثامنة عشر، وكانت نسبة 6% بين الثامنة عشر والرابعة والعشرين عاماً، ونسبة 20.7% كانت واقعةً في الفئة العمرية ما بين الخامسة والعشرين والرابعة والأربعين عاماً، ونسبة 29.3% كانت ما بين الخامسة والأربعين والرابعة والستين، ونسبة 19.9% كانت ضمن فئة الخامسة والستين عاماً فما فوق. وتوزع التركيب الجنسي للسكان بنسبة 50.4% ذكور و49.6% إناث.

## وصلات خارجية
- The US50 - Cities and Towns in Kentucky State